# Dragan Stojković
Dragan Stojković — Piksi (srbsko Драган Стојковић — Пикси), srbski nogometaš, * 3. marec 1965, Niš.
Sodeloval je na nogometnemu delu poletnih olimpijskih iger leta 1984.